# Banbar
Banbar, (chữ Tạng: དཔལ་འབར་རྫོང་; Wylie: dpal 'bar rdzong; ZWPY: Bainbar Zong; tiếng Trung: 边坝县; bính âm: Biānbà Xiàn, Hán Việt: Biên Bá huyện) là một huyện của địa khu Qamdo (Xương Đô), khu tự trị Tây Tạng, Trung Quốc.

### Trấn
- Thảo Khải (草卡镇)
- Bisn Bá (边坝镇)

### Hương
| - Mã Vũ (马武乡) - Nhiệt Ngọc (热玉乡) - Ni Mộc (尼木乡) - Sa Đinh (沙丁乡) - Kim Lĩnh (金岭乡) | - Gia Cống (加贡乡) - Mã Tú (马秀乡) - Đô Ngõa (都瓦乡) - Lạp Tư (拉孜乡) |